# Isidoro Rosell y Torres
Pour les articles homonymes, voir Rosell et Torres.
Isidoro Rosell y Torres (1845-1877) est un bibliothécaire espagnol, spécialiste de la gravure.

## Biographie
Adjoint du corps des archivistes, bibliothécaires et archéologues, il est à la tête de la section des estampes de la Bibliothèque nationale d'Espagne à Madrid, et peu de temps avant sa mort prématurée à trente-quatre ans, termine l'élaboration des volumes de l’Index général de la Bibliothèque des auteurs espagnols (es) de l'éditeur Manuel Rivadeneyra (es). En à peine onze ans, il catalogue et organise méticuleusement toute la collection des estampes de la Bibliothèque royale, en plus de la collection de l'iconographe espagnol Valentin Carderera y Solano achetée par la Bibliothèque nationale, et échange avantageusement des doublons pour enrichir le fonds, ajoutant, avec une grande vision du futur, des photographies et des œuvres de Leonardo Alenza. Sa Noticia del plan general de clasificación adoptado en la Sala de Estampas est un travail particulièrement méthodique qui précède un Bref résumé de l'histoire de la gravure (Ligero resumen de la historia del grabado). Il a également publié de nombreux articles commentant les œuvres les plus importantes de la collection.

## Œuvres
- Noticia del plan general de clasificación adoptado en la Sala de Estampas de la Biblioteca Nacional y breve catálogo de la colección. Precede un ligero resumen de historia del grabado. Madrid, 1873.
- « La Madona de Madrid, antigua imagen del demolido monasterio de Santo Domingo el Real », Museo Español de Antigüedades, no 5,‎ 1875, p. 163-173.
- Biblioteca de autores españoles. Índices generales : tomos I-LXX, Madrid, M. Rivadeneyra (collection : Biblioteca de autores españoles, n° 71), 1880, 349 p.